# 江西广播电视台少儿频道
江西广播电视台少儿频道，台呼JXTV-6，为江西广播电视台下属电视频道之一，2005年11月28日正式开播。2007年加入了中国电视体育联播平台，在转播体育赛事时也称江西电视台炫彩TV6频道。
2015年1月1日，江西六套少儿频道改版升级，并命名为“哈尼卡通频道”。